# Ubertino da Casale
Ubertino da Casale (Casale Monferrato, 1259 - 1330) fue un religioso franciscano italiano.

## Vida
Fue fraile franciscano en Génova hacia el año 1273, y de su convento lo enviaron a París, donde prosiguió sus estudios durante casi diez años, transcurridos los cuales regresó a Italia, donde se encontró con Juan de Parma que era el superior de los franciscanos espirituales. Luego pasó a la región de Toscana, estableciéndose en el convento de la Santa Cruz de Florencia, donde fue discípulo de Pierre-Jean Olivi. Tras ocupar diversos cargos, abandonó su puesto para dedicarse a la predicación por dicha región, convirtiéndose en el líder de los espirituales de la Toscana. 
El fanatismo del movimiento, especialmente de los fraticelli, llegó a acusar de herejes a los mismos papas, lo que le valió acusaciones de herejía a los espirituales. Reprendido por sus ideas, fue obligado a retirarse a una abadía en donde redactó Arbor vitae crucifixae Jesu Christi, obra en la que quedaba reflejada la doctrina que predicaba. 
Años más tarde fue convocado a Aviñón para discutir con otros franciscanos sobre la doctrina que dividía a la Orden Franciscana en dos facciones. Sus ideas fueron rechazadas. Entonces dejó la orden y pidió permiso para retirarse a un convento benedictino, pero como no cesaba en su empeño, fue finalmente excomulgado por el papa Juan XXII, después de lo cual Ubertino huyó probablemente a Alemania bajo la protección de Luis IV de Baviera, quien lo acompañó camino a Roma en 1328.
No se conoce nada más sobre Ubertino. Algunos suponen que dejó los Benedictinos en 1332 para ingresar en la Cartuja, aunque esto no es verídico. Los fraticelli del siglo XV, que lo veneraban como un santo, difundieron la versión de que había muerto asesinado.

## Escritos
Su obra literaria y teológica más importante es el citado "Arbor vitae", que fue impresa sólo una vez en Venecia en 1485 y de la cual se conocen apenas trece manuscritos.
Además, Ubertino escribió otras obras de carácter polémico:
- "Responsio" a las cuestiones de Clemente V (1310);
- "Rotulus" (1311);
- "Declaratio" contra la Orden Franciscana (1311);
- Apología de Olivi "Sanctitati Apostolicae";
- Tratado "Super tribus sceleribus" sobre la pobreza, compilado también en 1311.

## Ubertino da Casale en obras de ficción
Dante Alighieri, en el canto 12 del Paraíso, recuerda a Ubertino, aunque no aporta datos sobre el destino final de este famoso líder de los «espirituales», algo lógico por otra parte, pues el religioso seguía aún con vida, lo cual seguirá siendo probablemente un enigma de la historia medieval.
Umberto Eco incluyó la figura de Ubertino da Casale como uno de los personajes de su conocida novela histórica El nombre de la rosa, publicada en 1980.
También es mencionado en el libro de John Sack titulado La conspiración de Asís, editado en 2005.